# Ornithogalum nanodes
Ornithogalum nanodes är en sparrisväxtart som beskrevs av Frances Margaret Leighton. Ornithogalum nanodes ingår i släktet stjärnlökar, och familjen sparrisväxter. Inga underarter finns listade i Catalogue of Life.